# Phương diện quân Tây Bắc (Đế quốc Nga)
Phương diện quân Tây Bắc (tiếng Nga: Се́веро-За́падный фронт) là một tổ chức tác chiến chiến lược của Đế quốc Nga trong giai đoạn Chiến tranh thế giới thứ nhất. Đơn vị được thành lập vào tháng 8 năm 1914 và tồn tại một năm trước khi được chia thành Phương diện quân Bắc và Phương diện quân Tây.
Các đơn vị của Phương diện quân Tây Bắc đã tham gia vào Chiến dịch Đông Phổ giai đoạn đầu chiến tranh.

## Danh sách tư lệnh
- 19.07.1914–03.09.1914 — Yakov Zhilinskiy
- 03.09.1914–17.03.1915 — Nikolai Ruzsky
- 17.03.1915–04.08.1915 — Mikhail Alekseyev

## Biên chế
- Tập đoàn quân 1 (tháng 7 năm 1914 – tháng 8 năm 1915)
- Tập đoàn quân 2 (tháng 7 năm 1914 – tháng 8 năm 1915)
- Tập đoàn quân 10 tháng 8 năm 1914 – tháng 8 năm 1915)
- Tập đoàn quân 5 (tháng 9 năm 1914 – tháng 8 năm 1915)
- Tập đoàn quân 12 (tháng 1 năm 1915 – tháng 8 năm 1915)
- Tập đoàn quân 3 (tháng 6 năm 1915 – tháng 8 năm 1915)
- Tập đoàn quân 4 (tháng 6 năm 1915 – tháng 8 năm 1915)
- Tập đoàn quân 13 (tháng 6 năm 1915 – tháng 8 năm 1915)